# Jocelyn Flores
«Jocelyn Flores» — песня американского рэпера XXXTentacion, выпущенная вторым синглом с альбома 17. Песня посвящена Джоселин Ампаро Флорес, 16-летней девушке, которая отправилась во Флориду, чтобы встретиться с рэпером XXXTentacion, после чего покончила жизнь самоубийством 14 мая 2017 года.

## Предыстория
Название и содержание песни являются данью уважения к Джоселин Ампаро Флорес (2 июля 2000 года — 14 мая 2017 года), уроженки Бронкса, которая позже переехала в город Кливленд (штат Огайо). Жизнь и смерть Джоселин Флорес стала предметом сплетен и слухов, которые были освещены в сентябрьском выпуске новостного интернет-издания The Daily Beast.
1 мая 2017 года рэпер XXXTentacion начал общение с Джоселин после того, как увидел её фотографии в социальной сети Twitter. Он пригласил девушку к себе во Флориду и нанял в качестве модели для линии одежды Revenge, амбассадором которой он являлся; ранние сообщения ошибочно утверждают, что она уже работала моделью и приехала во Флориду исключительно для работы, хотя до этого она не имела опыта в модельном бизнесе. В тот вечер, когда XXXTentacion уехал на выпускной кузины, из дома рэпера была украдена сумка с наличными в размере 7 000 долларов; Джоселин и другая девушка, остановившаяся у рэпера, обвиняли друг друга в пропаже денег. Обеспокоенный тем, что напряжённость между гостями закончится дракой, XXXTentacion прогнал обеих из своего дома и отменил рабочее предложение Джоселин. Вскоре после инцидента её нашли мёртвой в отеле Hampton Inn города Coconut Creek (штат Флорида). Вскоре после смерти Джоселин он написал и посвятил ей песню «Jocelyn Flores».
У семьи Джоселин Флорес были противоречивые взгляды на использование имени в названии песни; некоторые из них приняли это за честь, другие — считали оскорблением со стороны рэпера, который не спросил разрешения и отказался отвечать на сообщения от семьи погибшей.

## Структура
Продолжительность песни составляет одну минуту и 59 секунд. Композиция построена на семпле песни Potsu «I’m Closing My Eyes», в котором присутствует вокал от Shiloh Dynasty. Песня начинается с повторяющейся вокальной партии, взятой из семпла, и акустического инструментала, на которые были положены припев и куплет.

## Коммерческий успех
Сингл «Jocelyn Flores» дебютировал на 31 месте в американском чарте Billboard Hot 100 и достиг своего пика на 19 позиции после смерти рэпера. Также сингл занял 56 место в британском чарте UK Singles Chart с результатом 5 998 копий, включающим фактические продажи и стримминг. Песня заняла 14 место в чарте UK R&B Chart, и второе — в UK Indie Chart.

## Список композиций
| №  | Название         | Автор(ы)                   | Продюсер | Длительность |
| -- | ---------------- | -------------------------- | -------- | ------------ |
| 1. | «Jocelyn Flores» | Джасей Онфрой, Сиара Симмс | Potsu    | 1:59         |

## Творческая группа
- XXXTentacion — основной артист, автор песни
- Potsu — продюсер
- Nick Mira — продюсер
- Jon FX — сведе́ние
- Кун Хелденс[англ.] — сведе́ние

## Чарты
| Чарт (2017–18)                             | Высшая позиция |
| ------------------------------------------ | -------------- |
| Австралия (ARIA)                           | 8              |
| Австрия (Ö3 Austria Top 40)                | 24             |
| Бельгия/Фландрия (Ultratip Bubbling Under) | 10             |
| Бельгия/Валлония (Ultratip Bubbling Under) | 17             |
| Канада (Billboard Canadian Hot 100)        | 14             |
| Чехия (Singles Digitál Top 100)            | 9              |
| Denmark (Tracklisten)                      | 14             |
| Финляндия (Suomen virallinen lista)        | 15             |
| Франция (SNEP)                             | 38             |
| Венгрия (Stream Top 40)                    | 20             |
| Ireland (IRMA)                             | 22             |
| Italy (FIMI)                               | 30             |
| Нидерланды (Single Top 100)                | 17             |
| New Zealand (Recorded Music NZ)            | 4              |
| Norway (VG-lista)                          | 10             |
| Шотландия (OCC Scotland)                   | 60             |
| Словакия (Singles Digitál Top 100)         | 11             |
| Spain (PROMUSICAE)                         | 51             |
| Sweden (Sverigetopplistan)                 | 7              |
| Швейцария (Schweizer Hitparade)            | 21             |
| Великобритания (OCC UK Singles)            | 39             |
| Великобритания (OCC UK Indie)              | 2              |
| Великобритания (OCC UK Hip Hop/R&B)        | 14             |
| США (Billboard Hot 100)                    | 19             |
| США (Billboard Hot R&B/Hip-Hop Songs)      | 13             |

| Чарт (2017)                          | Позиция |
| ------------------------------------ | ------- |
| US Hot R&B/Hip-Hop Songs (Billboard) | 75      |

| Чарт (2018)                     | Позиция |
| ------------------------------- | ------- |
| Denmark (Tracklisten)           | 74      |
| New Zealand (Recorded Music NZ) | 43      |
| Sweden (Sverigetopplistan)      | 61      |

## Сертификация
| Регион | Сертификация  | Продажи   |
| --- | ------------- | --------- |
| Дания (IFPI Danmark) | 2× Платиновый | 180 000   |
| Франция (SNEP) | Бриллиантовый | 333 333   |
| Германия (BVMI) | Платиновый    | 400 000   |
| Италия (FIMI) | 2× Платиновый | 140 000   |
| Новая Зеландия (RMNZ) | Платиновый    | 30 000    |
| Испания (PROMUSICAE) | Платиновый    | 60 000    |
| Великобритания (BPI) | 2× Платиновый | 1 200 000 |
| США (RIAA) | 8× Платиновый | 8 000 000 |
| Стриминг |               |           |
| Греция (IFPI Greece) | Платиновый    | 2 000 000 |
| Данные о продажах + прослушиваниях приведены только на основе сертификации. · Данные только о прослушиваниях приведены на основе сертификации. |               |           |